# Avrankou Omnisports
O Avrankou Omnisports é um clube de futebol do Benim. Até meados de 2004 possuía o nome de Association Sportive de la Jeunesse d'Avrankou (ASJA).

## Títulos
- Championnat de Deuxième Division: 2000